# Felsőkálinfalva község
Felsőkálinfalva község (románul: Comuna Călinești) község Máramaros megyében, Romániában. Központja Felsőkálinfalva, beosztott falvai Mikolapatak, Somosfalva.

## Népessége
A 2011-es népszámlálás adatai alapján a község népessége 3178 fő volt.